# Liceo Militar General Roca
El Liceo Militar «General Roca» (LMGR) es un instituto preuniversitario de educación militar del Ejército Argentino con sede en la Guarnición de Ejército «Comodoro Rivadavia» y bajo dependencia orgánica de la Dirección General de Educación a través de la Dirección de Educación Preuniversitaria del Ejército.

## Toponimia
El nombre de la institución homenajea al dos veces presidentes de la nación argentina Julio Argentino Roca. El General firmó un exitoso y ventajoso tratado limítrofe con Chile en 1881. Este Tratado de 1881 entre Argentina y Chile que posibilitó que gran parte de la Patagonia forme parte de Argentina

## Historia

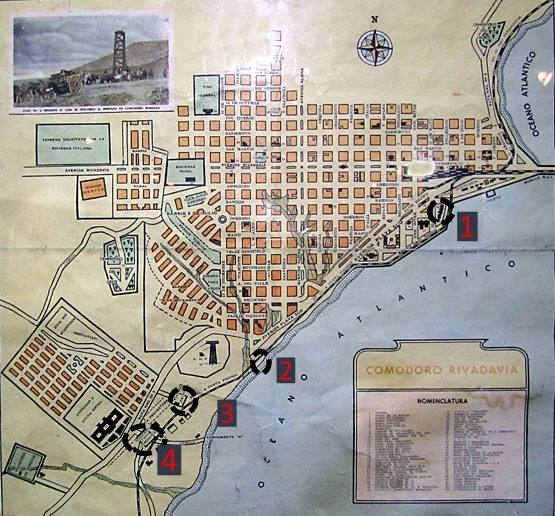
El ramal a Punta Piedras con sus vías hacia el sur, tenía en esta institución una de sus paradas claves en los años cincuenta marcado con el número 4.

En el inicio de la presidencia de Juan Domingo Perón surgió el ambicioso plan de creación de hogares escuelas para los niños de menos recursos a lo largo del país. Es así, que gracias al influjo de la entonces Gobernación Militar de Comodoro Rivadavia, en el año 1945 el entonces presidente ordenó la construcción de un hogar escuela bautizado Presidente Perón que sería destinado para la Fundación Eva Perón. En un principio estaba a distancia considerable del centro de la ciudad para la tranquilidad de los niños. Debido a esto, las primeras imágenes se ve una edificación rodeada casi totalmente de paisaje rural.
Con el golpe de Estado de la Revolución Libertadora en 1955 la obra se interrumpió y su destino cambió a escuela. Es desde este año que la institución alberga las escuelas N° 13 y N° 105 de los barrios cercanos. Hasta entrada la década de 1960, en que se reanuda la obra paralizada, el edificio no contaba con luz y gas. En esos años ya se rumoreaba que el destino de la obra sería una escuela militarizada.
El gobierno de facto de la Revolución Argentina cambió definitivamente el destino y el nombre de la institución al crear el Liceo Militar «General Roca» el 20 de septiembre de 1966. El nuevo instituto asumió la responsabilidad educativa desde del río Colorado hacia el sur. Su primer director fue el coronel Antonio Bautista Ciocchi Sapin.
Sin embargo, el nuevo instituto comenzó a funcionar recién en 1967 con cadetes provenientes de otros liceos militares. Ello permitió que al año siguiente egresen los primeros cadetes como subtenientes de reserva del arma de infantería y bachilleres. En 1972 lo hizo la primera camada que cursó íntegramente en el nuevo liceo.
En el año 1992 el jefe del Ejército resolvió cambiar su especialización de infantería por ingenieros.
En 1995 ingresa el primer contingente femenino egresando como subtenientes de reserva del sistema de computación de datos. Al año siguiente, se incrementa la oferta a los niveles inicial y primario.
A lo largo de los últimos años las veredas de la institución atrajeron constantemente deportista que se acercan a ejercitarse por su extenso circuito. Ante la gran convocatoria, en el año 2014 la municipalidad ejecutó la remodelación de ese circuito comprendido por las veredas que circundan el Liceo Militar General Roca. Los trabajos finalizaron en 2015 y fueron  intervenidos 5.700 metros cuadrados de veredas sobre las avenidas Polonia, Portugal y a la calle Sargento Ramírez, más otros 2.200 metros cuadrados en el frente que da a la avenida Hipólito Yrigoyen. Además, las tareas también incluyeron canalizaciones de instalación eléctrica y agua, contrapisos armados, ejecución de cordones cuneta, construcción de vados, provisión y montaje de instalación eléctrica, además de energización de luminarias, montaje de equipamiento urbano como aparatos complementarios para ejercitación física y tareas de parquización. En 2019 las mejoras permitieron que el Liceo sea el lugar deportivo por excelencia de Comodoro.

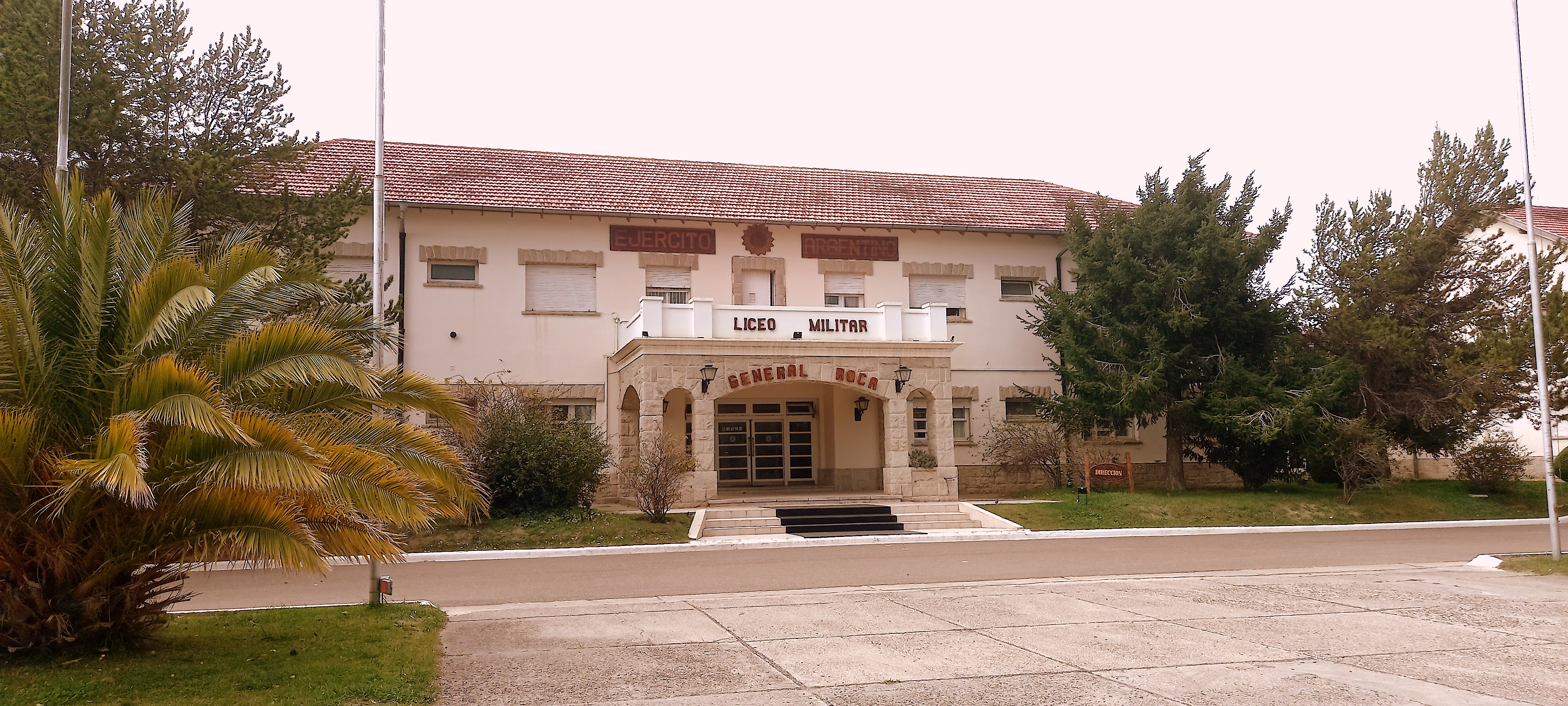
Fachada principal hacia la ruta adornada con vegetación plantada

En 2015 el Ministerio de cultura mediante el decreto 2297/2015 lo declaró Monumento Histórico Nacional junto a todos los liceos del país.
En el año 2023 el Liceo volvió a ser noticia cuando el intendente Juan Pablo Luque anunció que se iba a demoler los muros del predio para crear un gran parque. La obra se llevaría a cabo gracias a un convenio creado por el senador Carlos Linares, junto al ministro de Defensa de la Nación, Jorge Taiana. El gran objetivo sería crear un espacio recreativo para los barrios Roca y Pueyrredón. La noticia causó el inmediato estupor en la población y detractores que desconfiaron del municipio. A la escalada se sumó propio gobernador Mariano Arcioni se mostró preocupado como exalumno. Asimismo, el político demandó detalles del proyecto y exigió que se respete el valor de un monumento histórico. Ante la gran repercusión que también convocó a padres, vecinos y excombatientes a una protesta pública; el gobierno municipal brindó detalles del proyecto. El mismo consta de un plan de aprovechamiento del espacio ocioso dentro del patio externo, sin intervenir el edificio ni todo lo incluido dentro del patrimonio histórico. En plan se establecen las cláusulas:
1. Establecer un marco de cooperación entre las partes, con el fin de promover y garantizar el esparcimiento, la recreación y el deporte a la comunidad aledaña en los sectores previamente delimitados del Liceo Militar General Roca.
2. Las autoridades del Liceo Militar General Roca determinarán los horarios en los que las instalaciones permanecerán abiertos al público general, garantizando las actividades y el pleno funcionamiento del Liceo, sin que esto implique una erogación presupuestaria por parte del Ejército Argentino y el Ministerio de Defensa.
3. El municipio deberá garantizar que la población solo realice actividades en los espacios determinados, no pudiendo bajo ningún concepto, circular por lugares no habilitados para tal fin. De ser necesario, el municipio dispondrá de personal propio para garantizarlo.
4. El municipio queda autorizado para realizar obras de mejora, colocación de equipamiento y todo lo necesario para la concreción del objeto presente, con previa intervención del Liceo Militar General Roca. Las obras de reacondicionamiento y bienes quedarán en potestad del estado nacional.
5. El municipio se hará responsable de la limpieza y mantenimiento del lugar habilitado para el público en general.

La inversión incluye:
- Equipamiento deportivo interior a mejorar según los alcances del convenio de cooperación.
- Mejora del paisajismo interior como tejido conectivo entre espacios deportivos, el edificio LMGR y el casino, dependencias, para favorecer una sinergia integral, sin alterar el patrimonio histórico y supervisado por las autoridades.
- Apertura del perímetro de las veredas con el concepto de plaza de bolsillo, que consta de un usufructo del espacio privado como espacio público, regularizado mediante un sistema de accesos y rejas visualmente livianas (no barreras visuales, pero sí físicas) que durante el día ensanchan las veredas posibilitando distintas situaciones de recreación en torno al predio. Esto se haría siempre bajo la disposición horaria de las autoridades liceístas.[11]

## Arquitectura
Como todas las Escuelas-Hogar creadas por iniciativa de la Fundación Eva Perón, su imagen arquitectónica responde al estilo conocido como “californiano”, cuya carga de prestigio y de confort se sumaba a su función social primaria.

## Guerra de Malvinas
Las instalaciones del Liceo sirvieron como alojamiento de numerosas tropas movilizadas a la ciudad de Comodoro Rivadavia durante la Guerra de Malvinas y en tránsito a las Islas. Fue lugar de detención transitorio de seis prisioneros británicos del Destacamento de Royal Marines P8901 que con la rendición del 2 de abril se habían mantenido ocultos en el interior de las islas.
El 30 de abril de 1982 el helicóptero UH-1H AE-419 se estrelló en Caleta Olivia en un vuelo de reconocimiento. En su interior murió el director del Liceo Militar, coronel Clodoveo Ángel Arévalo, además de un oficial subalterno y cinco soldados clase 1963.

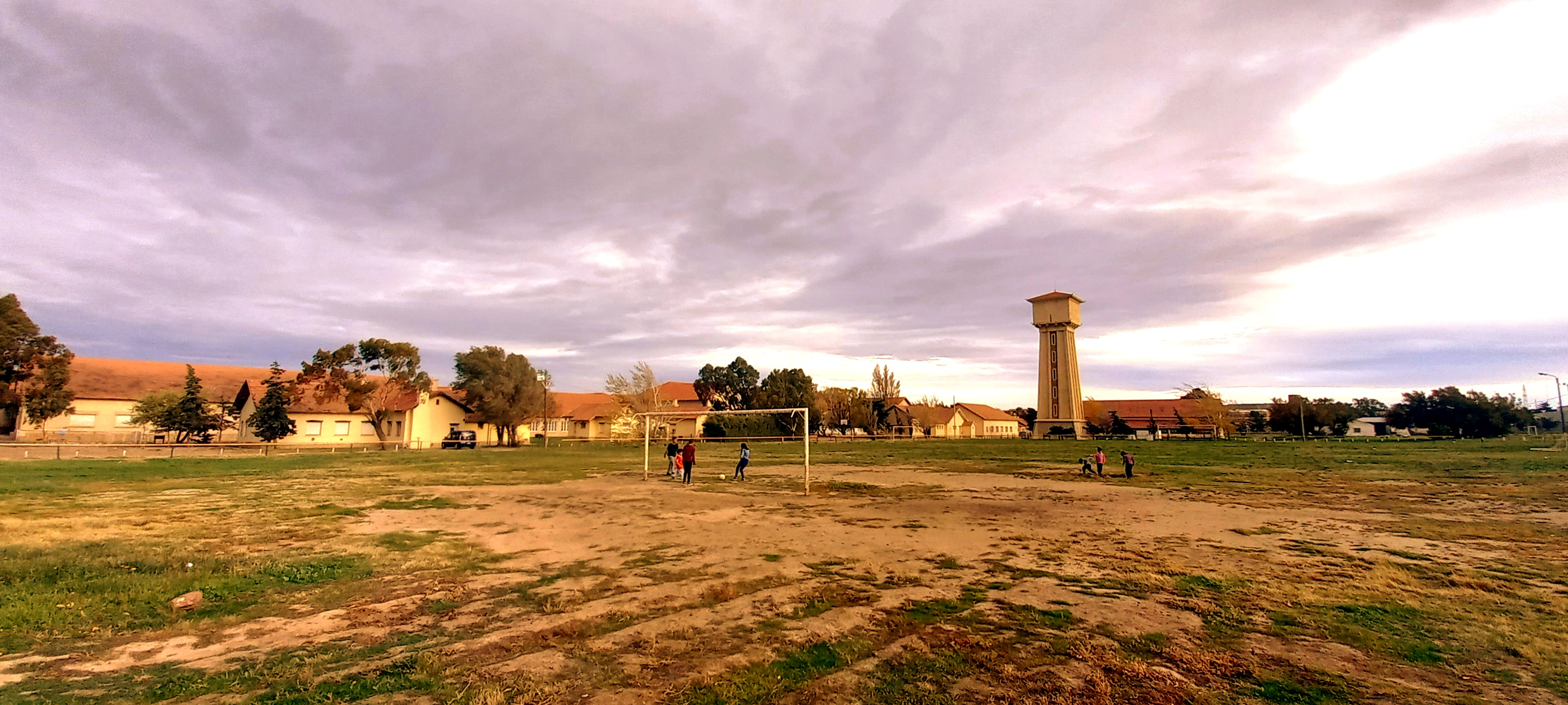
Parte trasera desde la cancha mirando hacia la torre de agua. Este sector estaría en mira del municipio para ser parquizado y puesto en valor para la comunidad como un parque.

## Galería

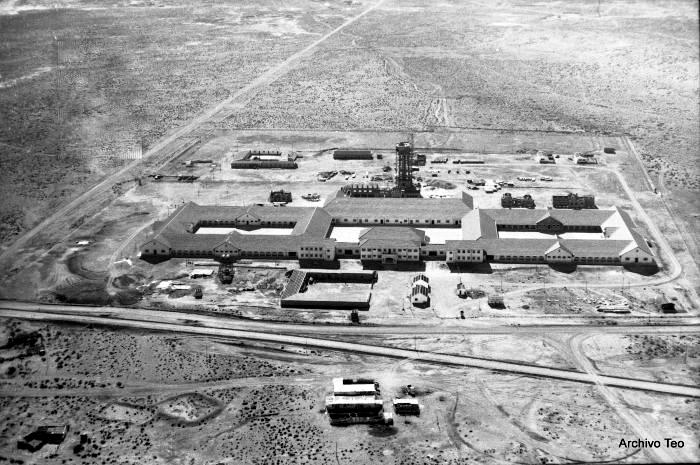
Vista frontal de la obra llevada adelante por la Gobernación Militar de Comodoro Rivadavia
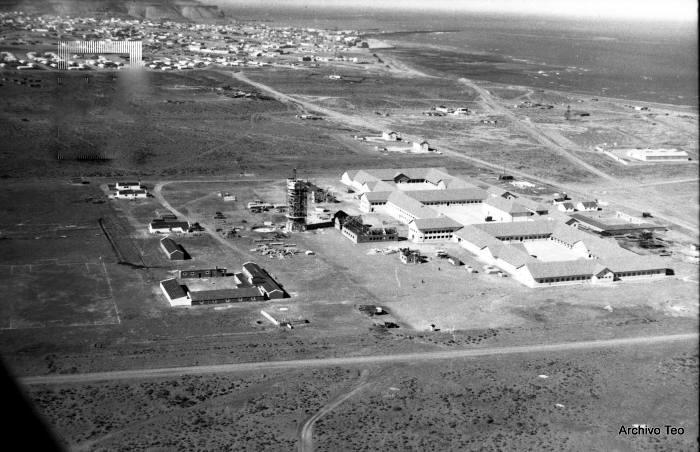
En sus inicios el liceo aun en construcción y sin unirse a la ciudad de Comodoro